# Actu-Environnement
Actu-Environnement est un groupe de médias édité par la société de presse indépendante Cogiterra.

## Histoire
David Ascher (diplômé d’un DEA en chimie informatique) cofonde en 2003, avec Carine Seghier (titulaire d’un DEA en pollution atmosphérique), la société d'édition Cogiterra. Le site Actu-Environnement.com est lancé cette même année.
« L’idée nous est venue d’un projet mûri depuis l’an 2000. Nous étions confrontés à l’époque […] à la recherche d’emploi dans le domaine de l’environnement. Nous avons estimé pertinent de commencer à ouvrir un site spécialisé […] pour essayer d’apporter des réponses à la demande d’emploi des jeunes diplômés » explique David Ascher en 2006.
En 2010, Florence Roussel devient la rédactrice en chef d'Actu-Environnement.com, remplaçant à ce poste Carine Seghier,.
En 2012, la société de presse rachète la publication imprimée Environnement & Technique.
En novembre 2018, la revue Environnement&Technique est rebaptisée et devient Actu-Environnement Le Mensuel, avant d'être finalement relancée distinctement au début 2023 en parallèle d'Actu-Environnement Le Mensuel.
Le groupe Actu-Environnement a acquis la revue Droit de l'environnement, en décembre 2022 auprès de MCM Presse.

## Médias

### Actu-Environnement.com
Actu-Environnement est un titre de presse professionnelle en ligne lancé en 2003. Il publie quotidiennement des informations exclusives sous diverses approches,.

### Actu-Environnement Le Mensuel
En novembre 2018, la revue Environnement &Technique est rebaptisée et devient Actu-Environnement Le Mensuel.

### Environnement & Technique
Environnement et Technique  est un magazine mensuel français de presse écrite créé en mars 1980.
Le magazine Environnement & Technique est d’abord créé sous le titre Information Déchets en mars 1980 par Jacques Charles Deloy.
En 1982, sous la direction de Christian Houillon, la rédaction est reprise par Ginette Bléry et le titre devient Info Déchets. La publication connaît des difficultés financières en 1984, et cesse de paraître pendant 6 mois.
En juin 1992, le titre est repris par le groupe Société Alpine de Publications (SAP), dirigé par Roger Pellegrini.
En 1999, Roger Pellegrini crée le site Internet Pro-environnement.com. La même année, il revend SAP au groupe Miller-Freeman (Reed Expositions), organisateur du salon Pollutec, mais conserve la rédaction en chef du magazine.
En mars 2012, sur décision du tribunal de commerce de Lyon, la publication Environnement & Technique est cédée à Cogiterra,.
En novembre 2018, la revue Environnement &Technique est rebaptisée et devient Actu-Environnement Le Mensuel.

### Droit de l'environnement
La revue a été fondée en 1990 par Charles-Henri Dubail, dirigeant de Victoires Editions qui, faisant face à des difficultés financières, cède en 2019 la revue à MCM Presse, avant d'être rachetée fin 2022 par Actu-Environnement.

### Emploi-Environnement.com
Emploi-Environnement est un site gratuit - créé en 2002 - consacré à l'emploi dans les domaines de l'environnement et du développement durable. Premier du genre, dès avril 2002 le site propose des fonctionnalités et services pointus.

### Teraz-Srodowisko.pl(Pologne)
La déclinaison polonaise d'Actu-Environnement, « Teraz-Srodowisko » (en français « L'environnement, c'est maintenant ») a été lancée en 2014 avec sa propre rédaction basée à Varsovie, et supervisée depuis 2017 par la rédactrice en chef, Marta Wierzbowska-Kujda. Le nom du média est une analogie au slogan Teraz Polska (pl) lancé par les pouvoirs publics polonais en 1992 à l'instar du Made in France d'Arnaud Montebourg.

## Ligne éditoriale

### Publications
Les médias du groupe Actu-Environnement, en particulier son pure player, sont conseillés et recommandés par Le Monde, Alternatives économiques ou encore par le quotidien gratuit 20 Minutes.
Ses informations ou révélations sont régulièrement reprises par la presse grand public,,, et la presse professionnelle ou spécialisée,,.
Le magazine traite de l'actualité de l’environnement et du développement durable, de l'évolution des marchés éco-industriels, du management de l’environnement dans l’entreprise et dans les collectivités, de veille technologique, de veille réglementaire et jurisprudentielle.

### Auditoire
Il s’adresse principalement aux professionnels chargés de l’environnement dans les entreprises ou les collectivités, ainsi qu’à leurs fournisseurs de solutions du secteur éco-industriel.

### Partenariats
Son site de recrutement est un partenaire de Pôle Emploi (ancienne ANPE) depuis 2004 et de l'APEC depuis 2006. Entre 2011 et 2012, Actu-Environnement a été un partenaire éditorial du site web fondé par Hervé Kempf, Reporterre,. Finalement, Cogiterra est aussi un adhérent du SPIIL.

## Modèle économique
Le modèle économique de Cogiterra repose principalement sur la publicité, la publication d'annonces sur Emploi-Environnement.com et sur les abonnements.